# Hans Schnorr von Carolsfeld

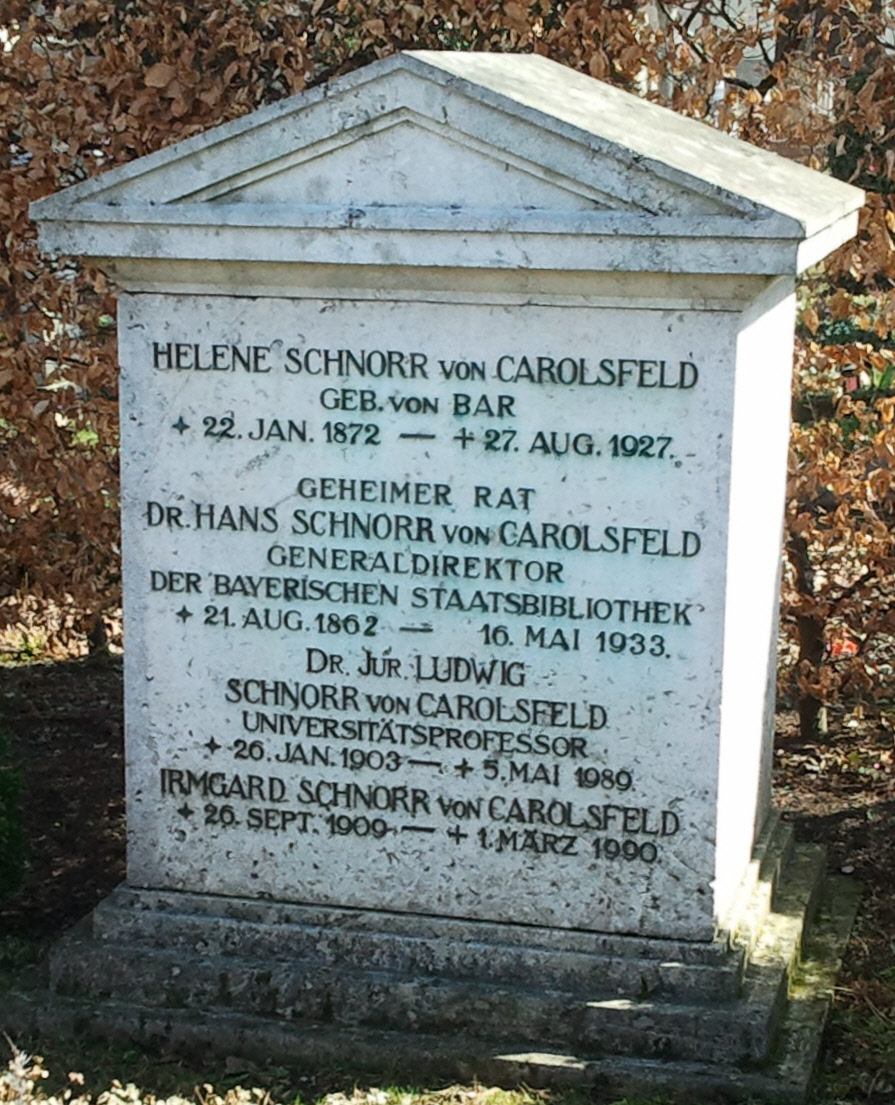
Schnorr von Carolsfeld Grabmal

Hans Schnorr von Carolsfeld (* 21. August 1862 in München; † 16. Mai 1933 ebenda) war ein deutscher Bibliothekar.

## Leben
Sein Vater war Karl Schnorr von Carolsfeld, von 1886 bis 1895 Generaldirektor der Bayerischen Staatseisenbahnen. Er besuchte das Ludwigs-Gymnasium in München und studierte anschließend Klassische Philologie an der Universität München, wo er 1886 promoviert wurde. Ab 1885 arbeitete er an der Hof- und Staatsbibliothek München, zunächst als Praktikant, ab 1886 als Assistent, ab 1887 als Sekretär. 1892 wurde er Oberbibliothekar an der Universitätsbibliothek München. 1908 wechselte er wieder an die Staatsbibliothek, wo er 1909 zum Direktor, 1920 zum Generaldirektor der jetzt Bayerischen Staatsbibliothek ernannt wurde. 1929 trat er in den Ruhestand.